# 3085 Donna
3085 Donna eller 1980 DA är en asteroid i huvudbältet som upptäcktes den 18 februari 1980 av Harvard College Observatory. Den är uppkallad efter Donna Marie Thompson.
Asteroiden har en diameter på ungefär 6 kilometer.